# グスタフ・クリムト
グスタフ・クリムト（独: Gustav Klimt, 1862年7月14日 - 1918年2月6日）は、帝政オーストリアの画家。

## 生涯
グスタフ・クリムトは1862年にウィーン郊外のバウムガルテン（ペンツィング）に生まれた。父エルンストはボヘミア出身の彫版師、母アンナは地元ウィーン出身であり、クリムトは7人兄弟の第2子であった。1876年に博物館付属工芸学校に入学した。後に弟のエルンスト・クリムトとゲオルク・クリムトもこの学校に学び、それぞれ彫刻師、彫金師となってクリムトの作品を飾る額の設計をおこなっている。工芸学校でクリムトは石膏像のデッサンや古典作品の模写を中心とした古典主義的な教育を受けた。
1879年にクリムトは弟エルンストおよび友人のフランツ・マッチュと共に共同で美術やデザインの請負を始めた。ハンス・マカルトの影響を受け、1884年にマカルトが死去すると、クリムトは彼の継承者と見なされた。

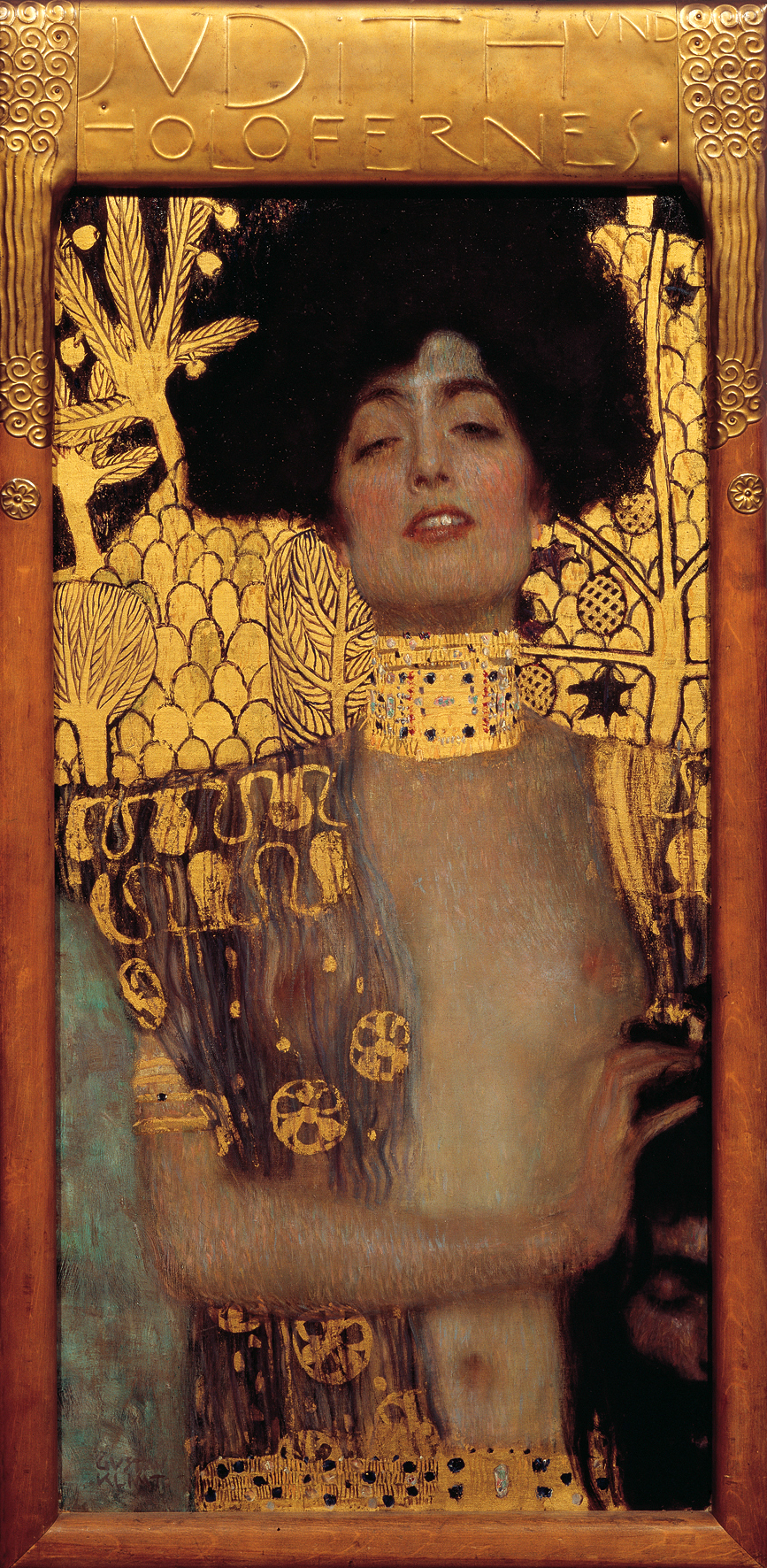
『ユディトI』1901年

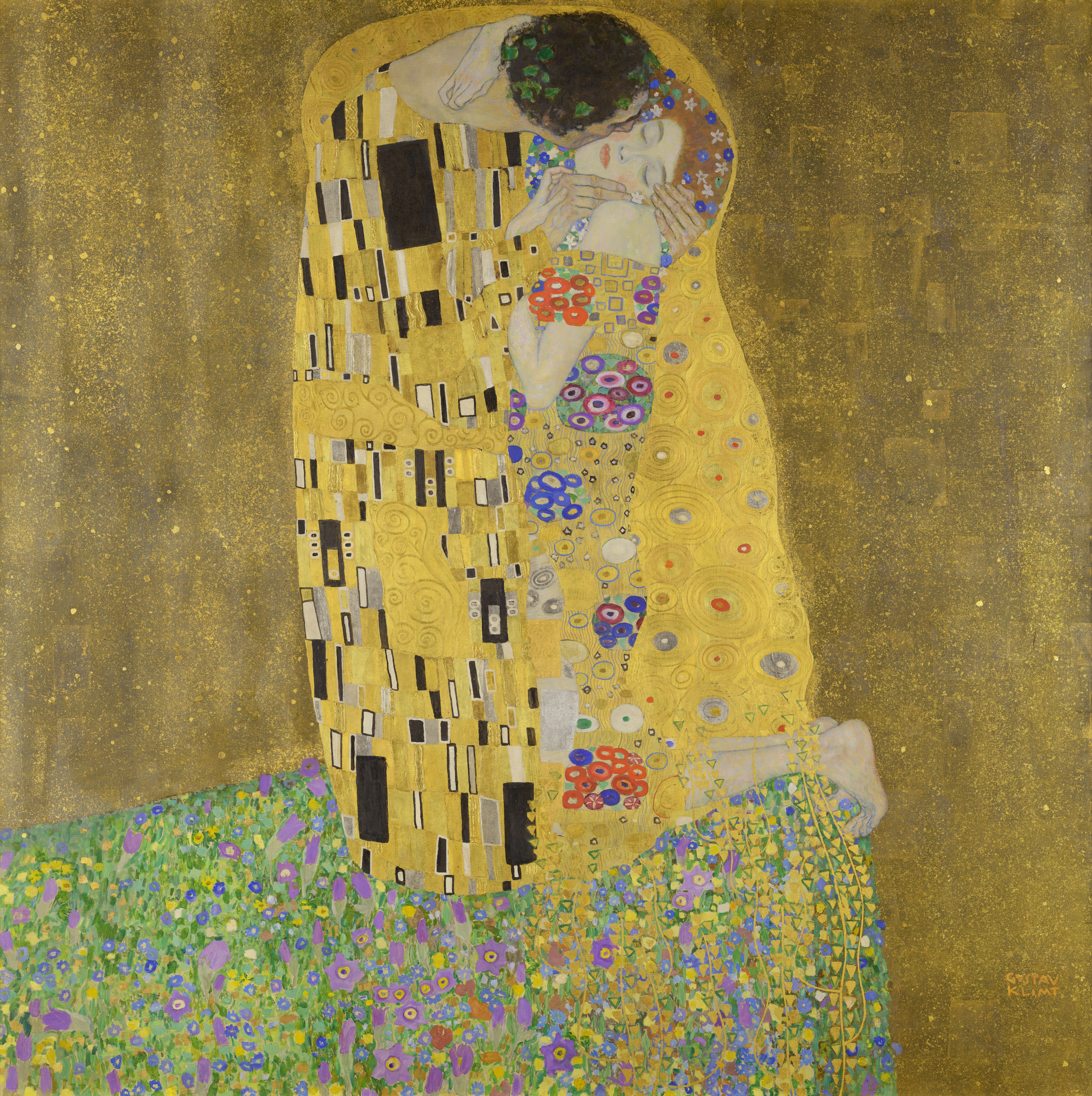
『接吻』1908年

卒業後に3人は芸術家商会 （Künstlercompagnie） を設立した。劇場装飾を中心とした仕事はすぐに軌道に乗り、フィウメ、ブカレストなどへも派遣されるようになった。1886年から1888年まではウィーンのリングシュトラーセ（リンク大通り）沿いに建てられたブルク劇場の装飾を引き受けており、この功によって後に金功労十字賞を授与されている。ウィーン市からの依頼を受け1888年に製作した『旧ブルク劇場の観客席』は観劇する当時のウィーン社交界の人々を正確に描き第一回皇帝賞をうけるなど高く評価された。同じくリングシュトラーセ沿いの美術史美術館でも装飾の仕事を行っている。ウィーン美術界における名声を確立したクリムトは、1891年にクンストラーハウス（ウィーン美術家組合）に加入した。1893年に早くもウィーン美術アカデミー教授への推薦をうけたが、結局任命されることはなかった。1892年には父と弟のエルンストが死去している。
装飾家として名声を得ていたクリムトは1894年にウィーン大学大講堂の天井画の制作を依頼され、『哲学』、『医学』、『法学』の『学部の絵』3点を担当することになった。人間の知性の勝利を高らかに歌いあげるという依頼者が意図したテーマに反し、これら3作は理性の優越性を否定する寓意に満ちたもので、その是非をめぐり大論争を引き起こした。1896年に提出された構成下絵を見た大学関係者により行われた抗議は一旦は沈静化したものの、1900年と1901年に『哲学』および『医学』がそれぞれ公開されたことで論争が再燃し帝国議会において依頼主の文部大臣が攻撃される事態にまで発展した。あまりの論争の大きさにクリムトは契約の破棄を求め、事前に受け取った報酬を返却した。美術館および個人に売却された3枚の絵は後にナチスによって没収され、1945年にインメンドルフ城において、親衛隊が撤退する際の放火により、没収された他の作品と共に焼失している（白黒写真および『医学』の習作が現存）。
この間、1897年に保守的なクンストラーハウス（美術家組合）を嫌った芸術家達によってウィーン分離派が結成された。分離派は古典的、伝統的な美術からの分離を標榜する若手芸術家のグループであり、クリムトが初代会長を務めている。分離派は展覧会、出版などを通してモダンデザインの成立に大きな役割を果たした。
クリムトは1902年の第14回分離派展（ベートーヴェン展）に大作『ベートーヴェン・フリーズ』を出品したが反感を買う。この作品は長年行方不明となっていたが、1970年にオーストリア政府により買い上げられて修復を受け、現在ではセセッション館（分離派会館）に展示されている。
翌1903年の第18回分離派展ではクリムトの回顧展示が行われた。この展覧会ではじめて出品されたのが、当時のクリムトが置かれた状況を映し出す『人生は戦いなり（黄金の騎士）』（1903、愛知県美術館蔵）である。
1903年にヨーゼフ・ホフマンらによって設立されたウィーン工房にクリムトは強い関心を示していたが、この団体に対しては美術の商業化であるとの批判が分離派内部からもなされていた。写実派と様式派による対立、国からの補助金停止などが重なり、クリムトとその同志は1905年に分離派を脱退し、翌年オーストリア芸術家連盟を結成した。
後にウィーン工房によるストックレー邸の壁画制作などを行い、上流階級の婦人たちの肖像画を多く手がけた。1910年代には作品も少なくなり、金箔などを用いる装飾的な作風から脱却していった。1918年、脳梗塞を発症したうえ、インフルエンザの症状悪化により肺炎にかかり、同年の2月にウィーンで死去した（彼の死去後、世界的なインフルエンザの大流行が起き「スペインかぜ」と呼ばれるようになる）。ウィーンのヒーツィンガー墓地に埋葬されている。同年10月にエゴン・シーレもスペインかぜで亡くなった。
クリムトの家には、多い時には15人もの女性が寝泊りしたこともあったという。何人もの女性が裸婦モデルをつとめ、妊娠した女性もいた。生涯結婚はしなかったものの、多くのモデルと愛人関係にあり、非嫡出子の存在も多数判明している。著名な愛人はエミーリエ・フレーゲであり、最期の言葉も「エミーリエを呼んでくれ」であった。エミーリエはクリムトの死後にクリムトと交わした手紙をほとんど処分し生涯独身を貫いている。
生誕から150年がたった2012年9月30日、晩年に創作活動を行ったアトリエが再現された。

## 作風
女性の裸体、妊婦、セックスなど、赤裸々で官能的なテーマを描くクリムトの作品は、甘美で妖艶なエロスと同時に、常に死の香りが感じられる（若い娘の遺体を描いた作品もある）。また、「ファム・ファタル」（宿命の女）というのも多用されたテーマである。『接吻』に代表される、いわゆる「黄金の時代」の作品には金箔が多用され、絢爛な雰囲気を醸し出している。
クリムトは、同時代の多くの芸術家同様、日本や東アジアの文化の影響を強く受けている。日本文化への深い傾倒は、甲冑や能面などの美術工芸品を含むプライベートコレクションからも明らかで、1900年分離派会館で開かれたジャポニズム展は、分離派とジャポニズムの接近を象徴するイベントであった。特に浮世絵や琳派の影響は、クリムトの諸作品の基調あるいは細部の随所に顕著に見て取れる。
クリムトはかなりの数の風景画も残している。殊にアッター湖付近の風景を好んで描いた。正四角形のカンバスを愛用し、平面的、装飾的でありながら静穏で、同時にどことなく不安感をもたらすものである。その代表作でもある『アッター湖の島』は、クリムトの風景画のなかでもっとも大胆な構図をとったもののひとつであり、クリムトがアメリカで一躍脚光を浴びるきっかけをつくったとされている。

## 代表作
- 『音楽』 - （1895年、ノイエ・ピナコテーク）
- 『パラス・アテナ』 - （1898年）
- 『ユディトI（英語版）』 - （1901年、ベルヴェデーレ宮殿オーストリア絵画館）
- 『ベートーヴェン・フリーズ（英語版）』 - （1901年 - 1902年、セセッション館）
- 『マルガレーテ・ストンボロー＝ウィトゲンシュタインの肖像』 - 哲学者ルートヴィヒ・ウィトゲンシュタインの姉 （1905年、ノイエ・ピナコテーク）
- 『生命の樹』 - （1905年 - 1909年、ストックレー邸のフリーズ）
- 『アデーレ・ブロッホ＝バウアーの肖像 I』 - （1907年、個人蔵。2006年、絵画として当時の最高値の156億円で売却。ノイエ・ギャラリー（ニューヨーク）に展示されている）
- 『接吻』 - （1907年 - 1908年、ベルヴェデーレ宮殿オーストリア絵画館）
- 『ダナエ』 - （1907年 - 1908年、個人蔵）
- 『死と生』 - （1915年、レオポルド美術館。2022年、環境活動家によって油性の黒い液体をかけられた[5]）

### 日本にあるクリムト作品

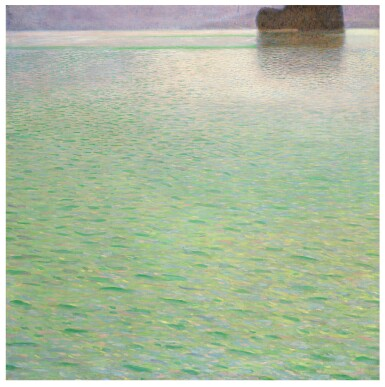
『アッター湖の島』1901-1902年

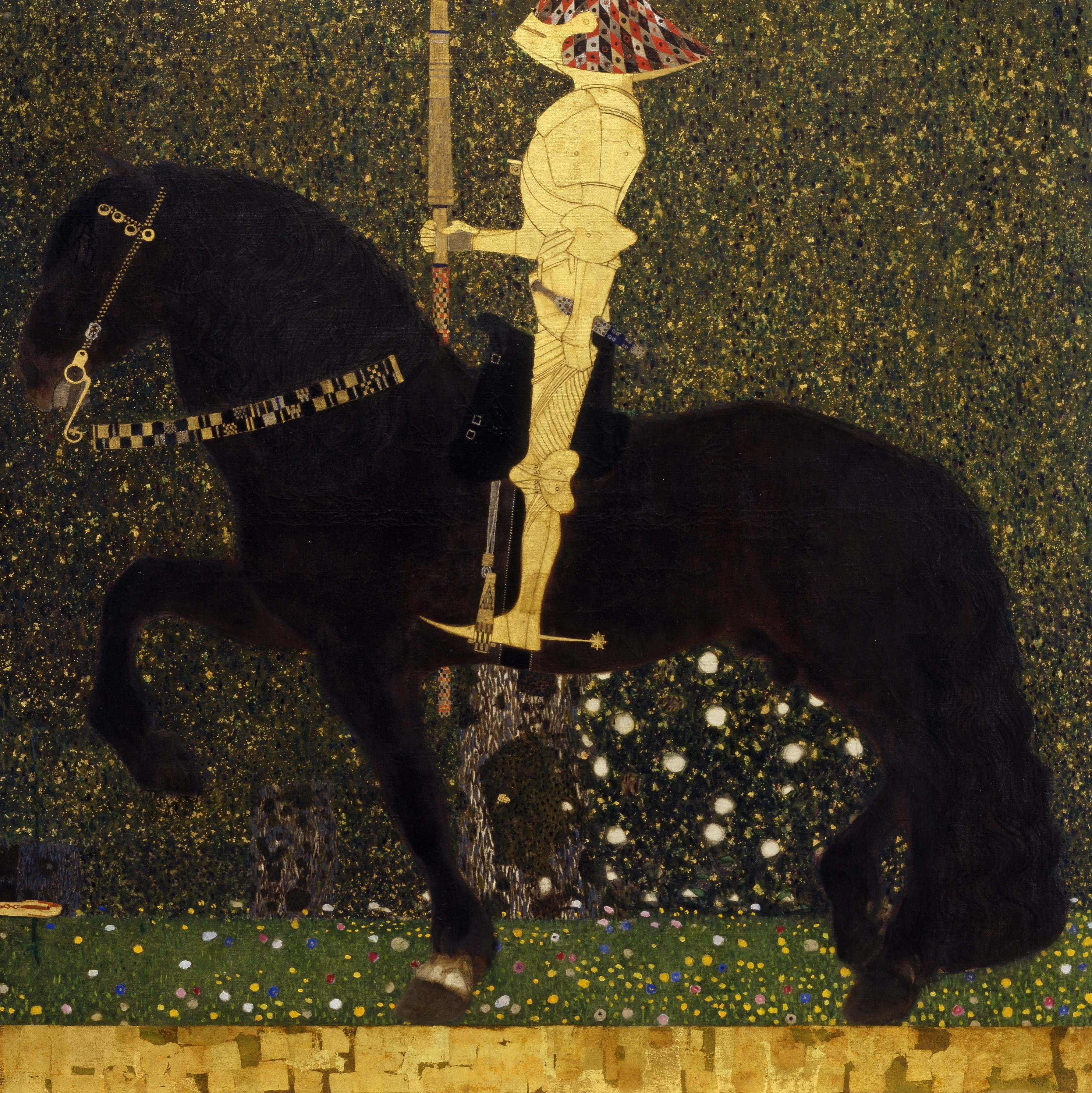
『人生は戦いなり（黄金の騎士）』1903年

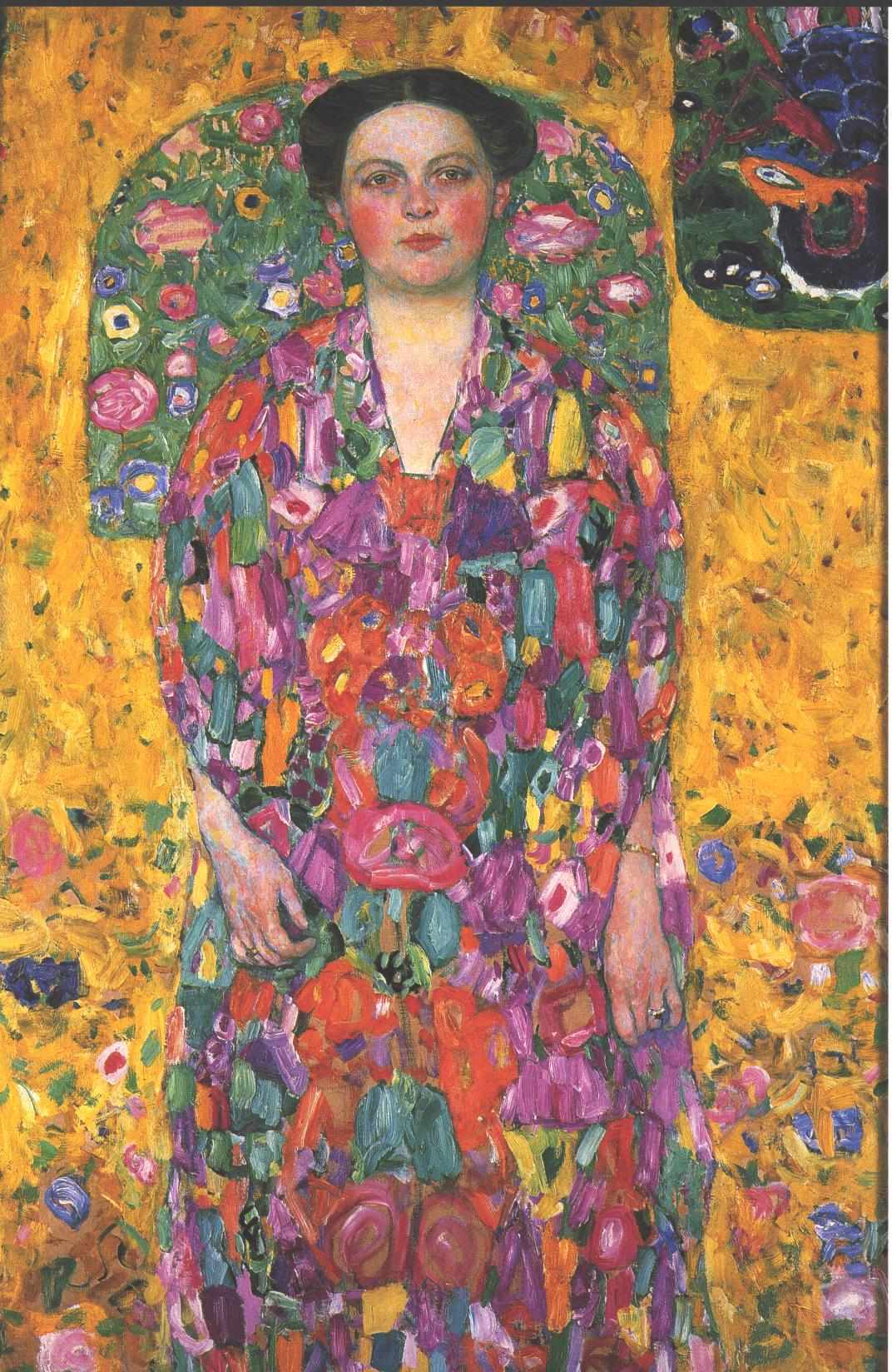
『オイゲニア・プリマフェージの肖像』1913年-1914年

- 『アッター湖の島』 - （1901-1902年、個人蔵） 油彩・キャンバス 100.5x100.5cm　2023年5月にサザビーズ・ニューヨークのオークションにて日本人の個人コレクターによって5,320万ドルで落札[4]
- 『左を向いた少女』 - （1880年頃、東京富士美術館） 油彩・キャンバス 24.0x16.8cm
- 『森の奥』 - （1881年-1882年、飛騨高山美術館）油彩・キャンバス 11.5x15.6cm
- 『人生は戦いなり（黄金の騎士）』 - （1903年、愛知県美術館）油彩 テンペラ 金箔・キャンバス 100.0x100.0cm  トヨタ自動車の寄付金により約17.7億円で購入
- 『オイゲニア・プリマフェージの肖像』- （1913年 - 1914年、豊田市美術館）油彩・キャンバス 140x85cm トヨタ自動車の寄付金により約18億円で購入
- 『女の胸像』 - （1897年-1898年、姫路市立美術館） 黒チョーク・紙 45.2x32.3cm
- 『立つ女の半身像』 - （1903年、姫路市立美術館） 黒チョーク・紙 45.3x32.2cm
- 『読書する婦人』 - （1908年、イセ文化財団）鉛筆・紙 54.3x36.5cm
- 『腰に手をあてる裸婦』 - （1916年-1918年、イセ文化財団）鉛筆・紙 57.1x37.5cm
- 『若い女の横顔』 - （制作年不詳、豊田市美術館）鉛筆・紙 30.5x39cm
- 『無題』 - （制作年不詳、宮城県美術館（佐藤忠良コレクション）） 鉛筆 色鉛筆・紙 55.2x35cm
- 『第1回オーストリア造形芸術家協会（ウィーン分離派）展』（文化遺産オンライン）』 - （1898年、宇都宮美術館） ポスター（リトグラフ） 64.0x50.0cm
- 『第1回ウィーン分離派展』 - （1898年、川崎市民ミュージアム） ポスター（リトグラフ） 63.2x46.2cm

## ギャラリー

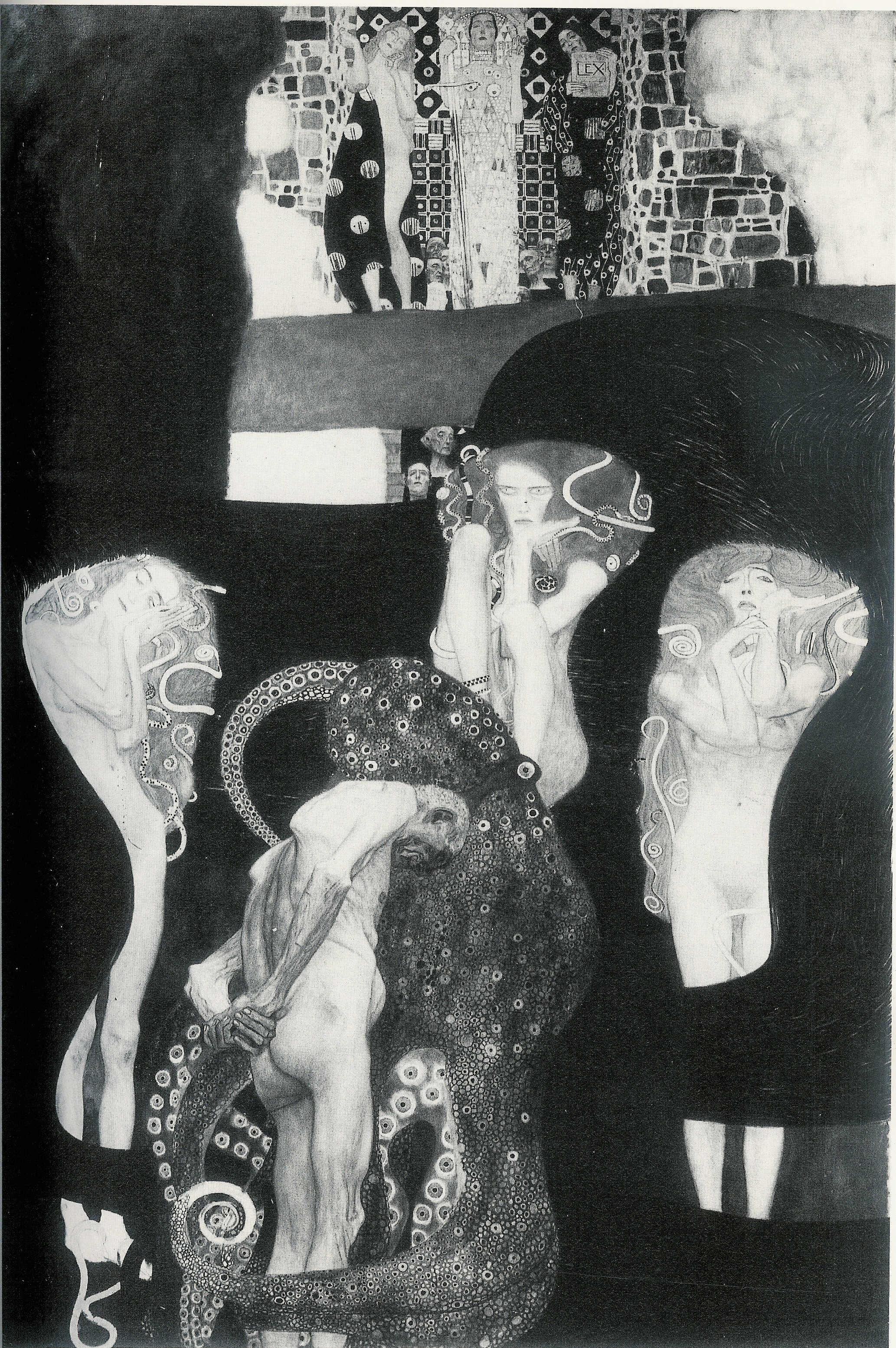
『法学』（1899年 - 1907年）
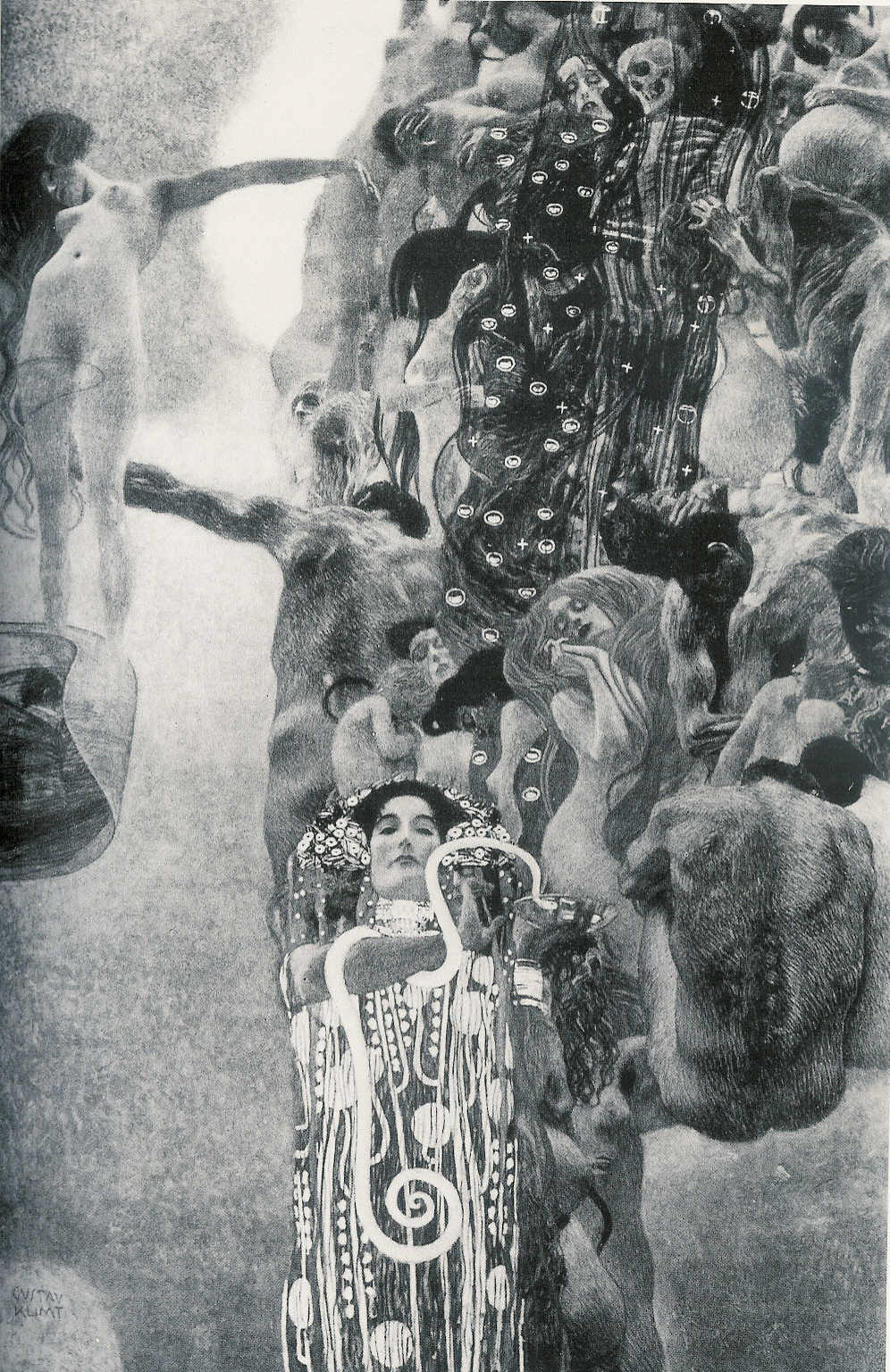
『医学』（1899年 - 1907年）
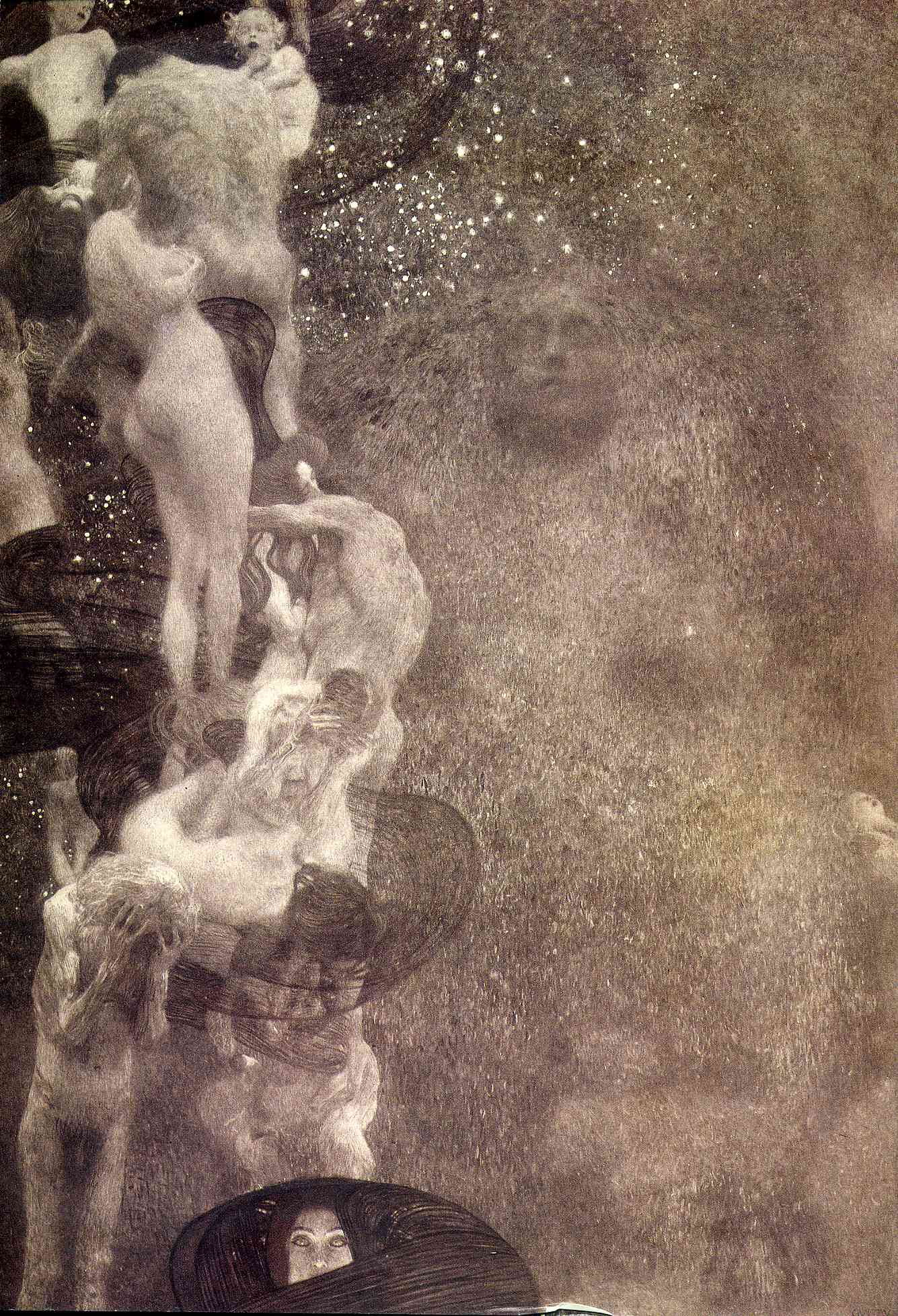
『哲学』（1899年 - 1907年）
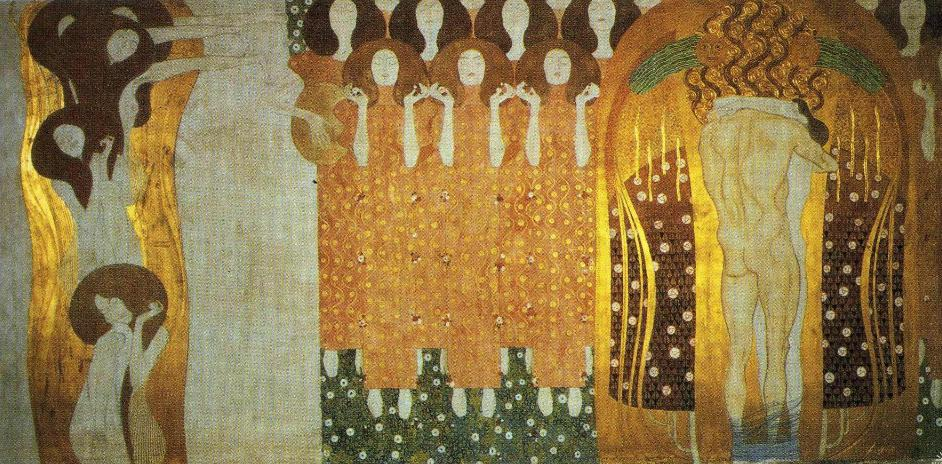
『ベートーヴェンフリーズ』（1901年 - 1902年）
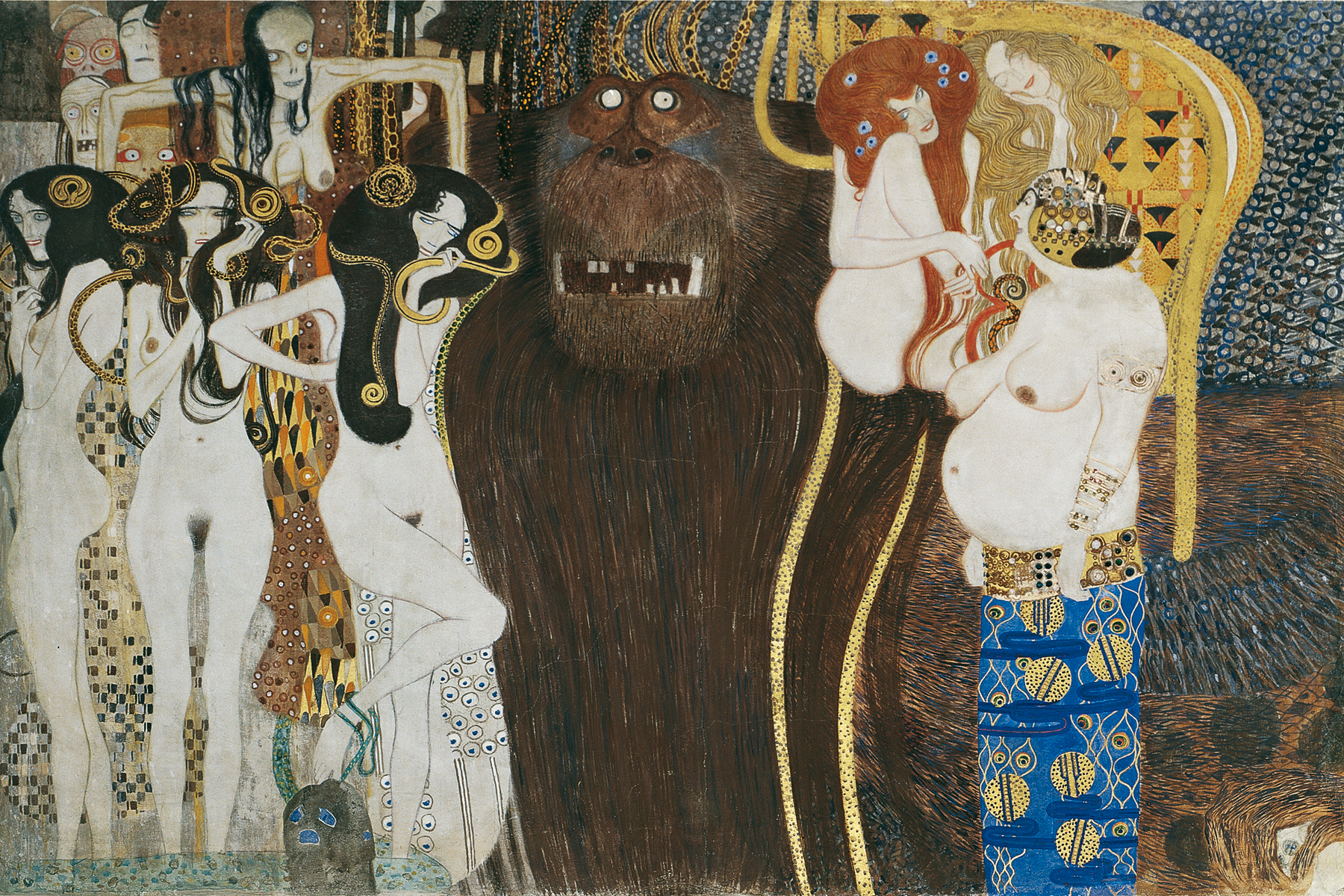
『ベートーヴェンフリーズ』
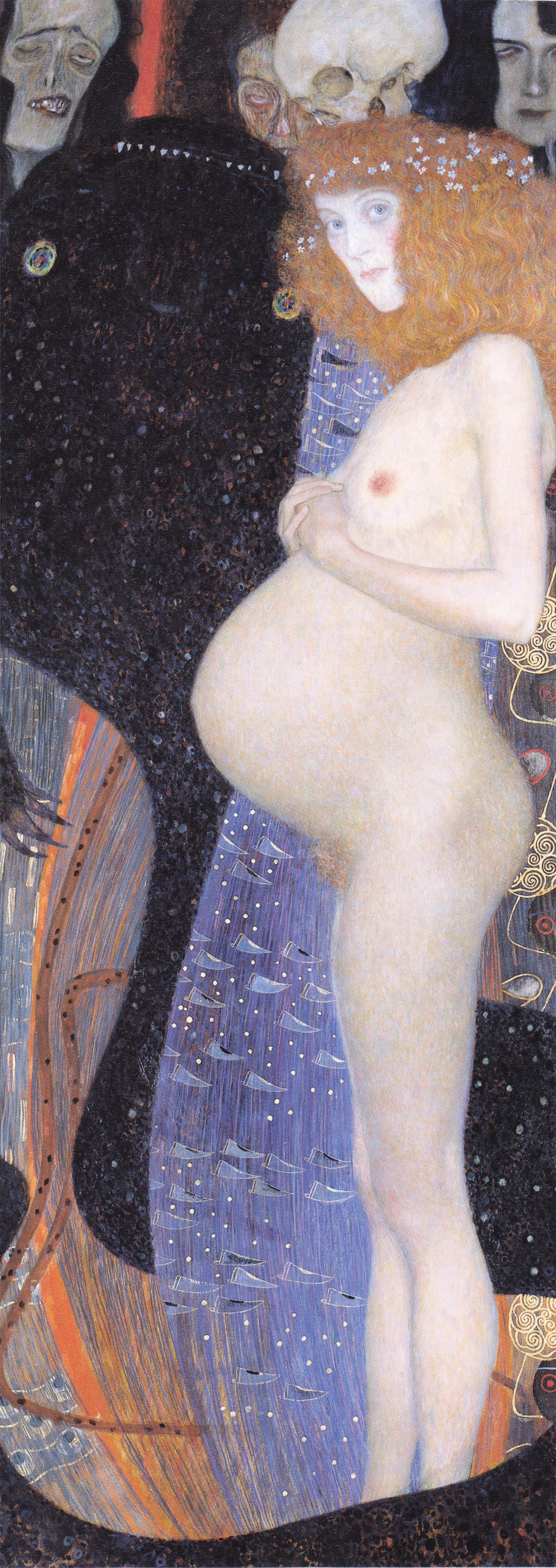
『希望Ⅰ』（1903年）
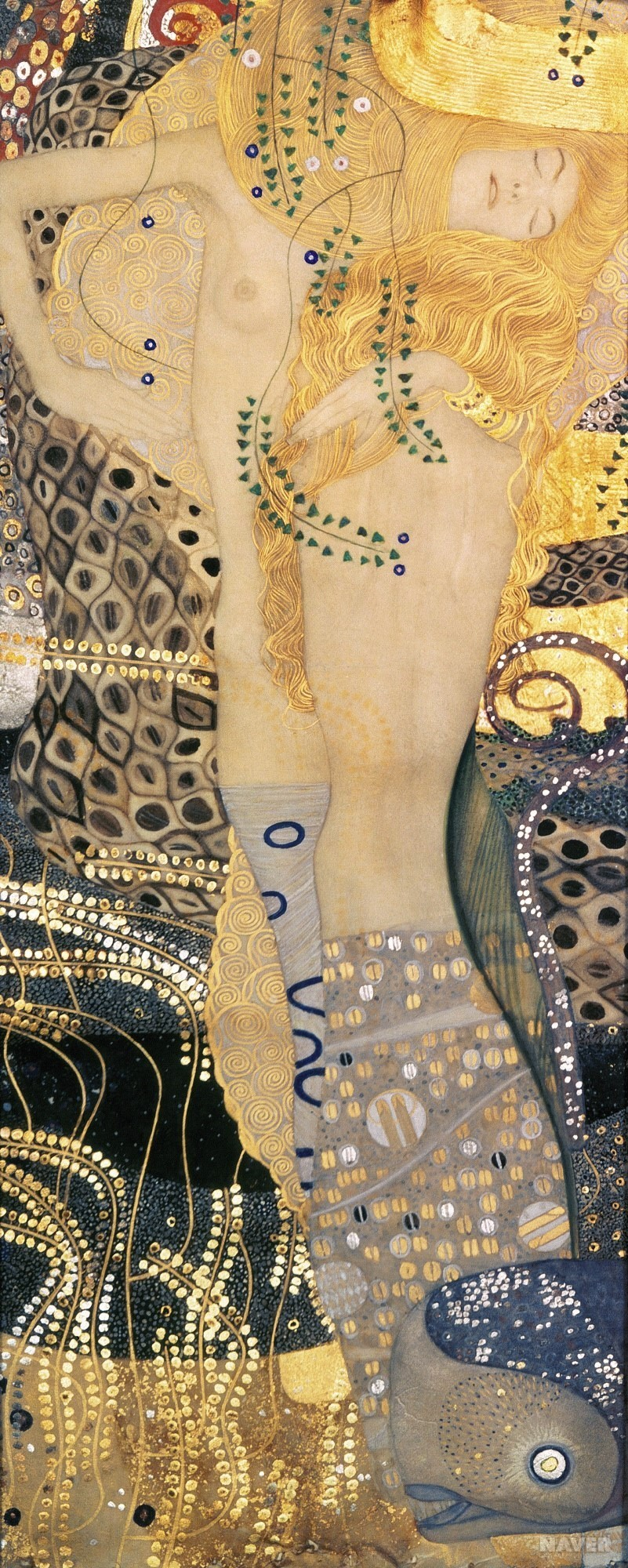
『水蛇I』（1904年 - 1907年）
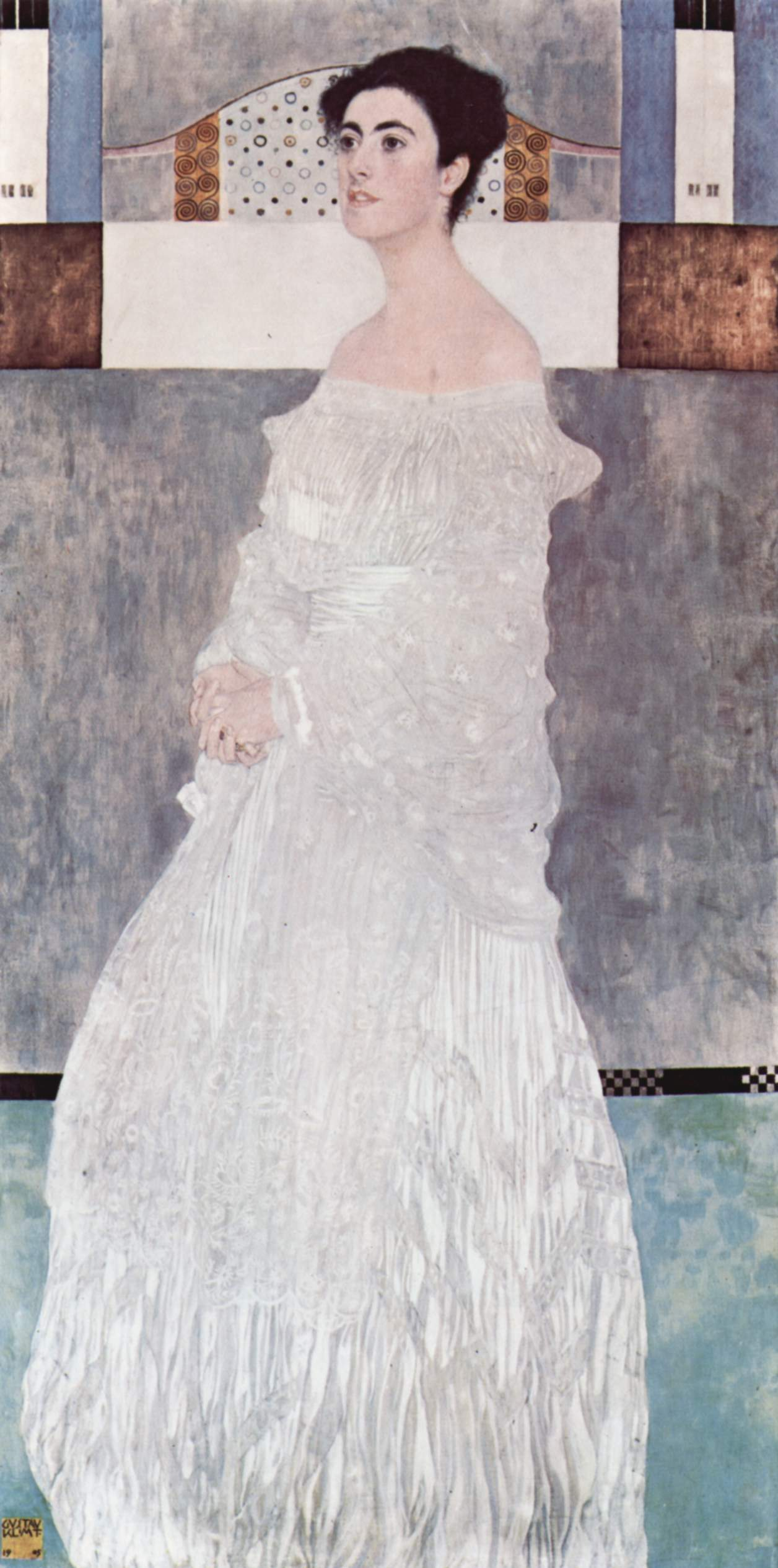
『マルガレーテ・ストンボロー＝ウィトゲンシュタインの肖像』（1905年）
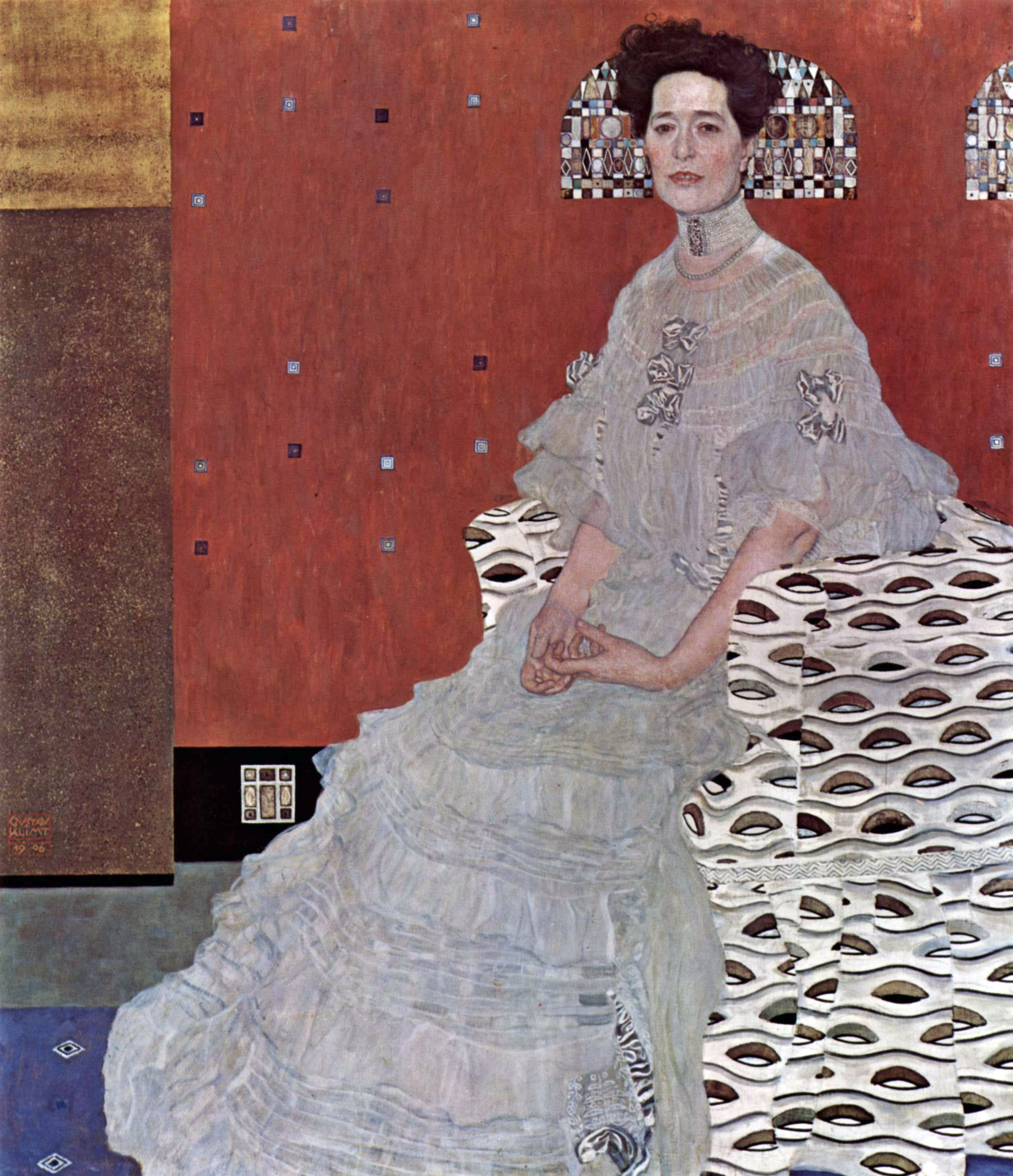
『フリッツア・リードラーの肖像』（1906年）
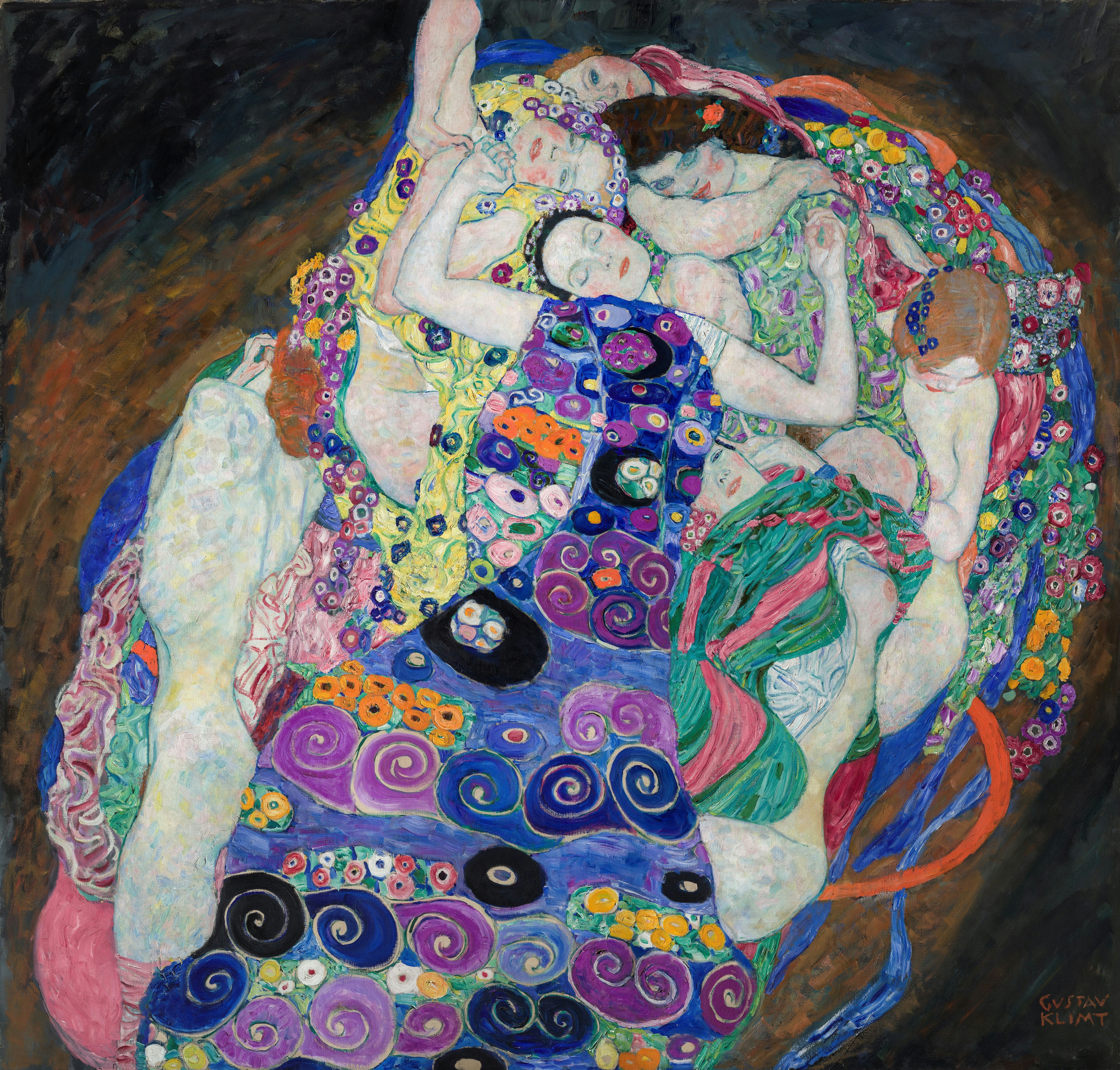
『バージン』（1913年）
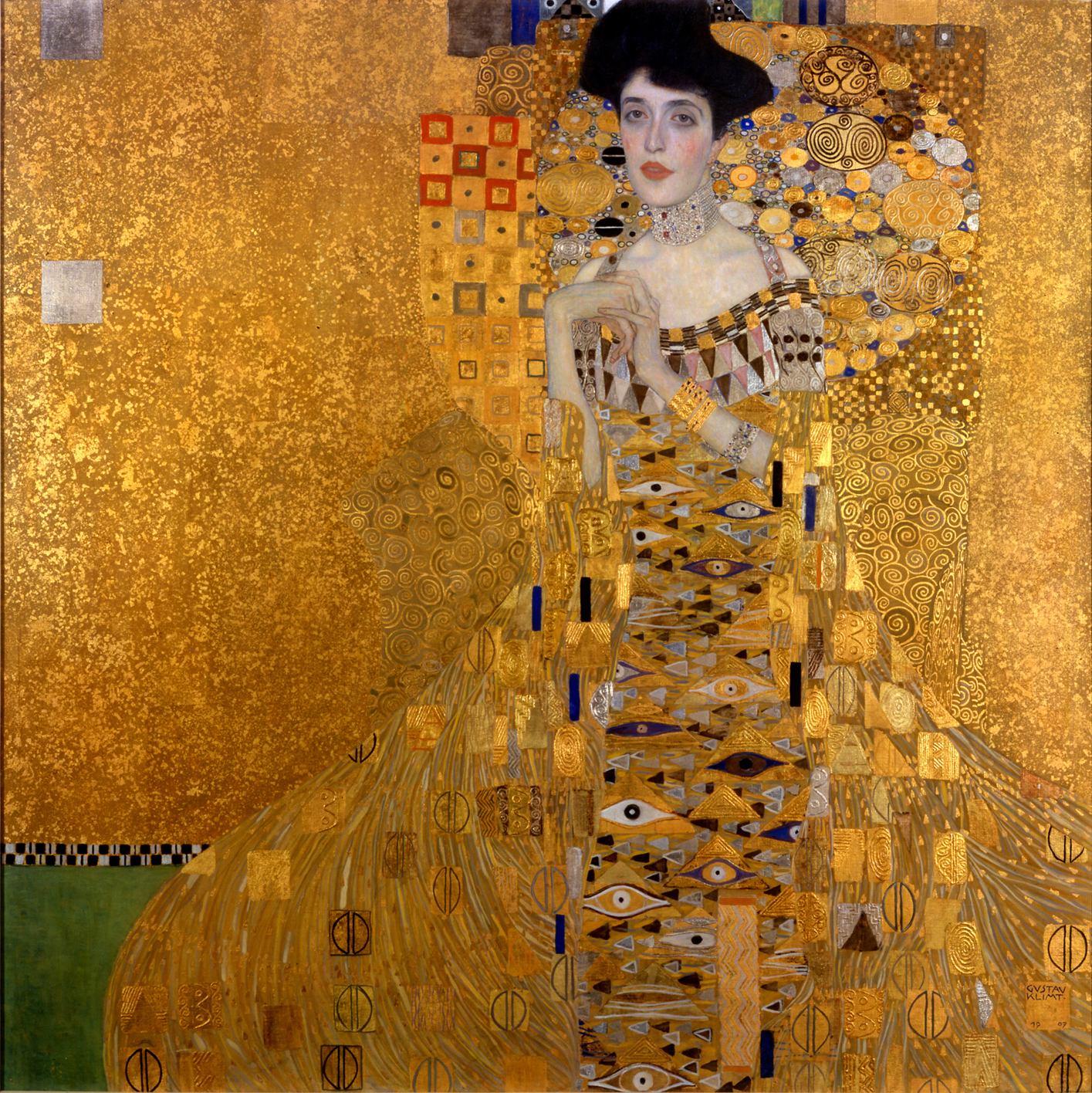
『アデーレ・ブロッホ＝バウアーの肖像 I』（1907年）
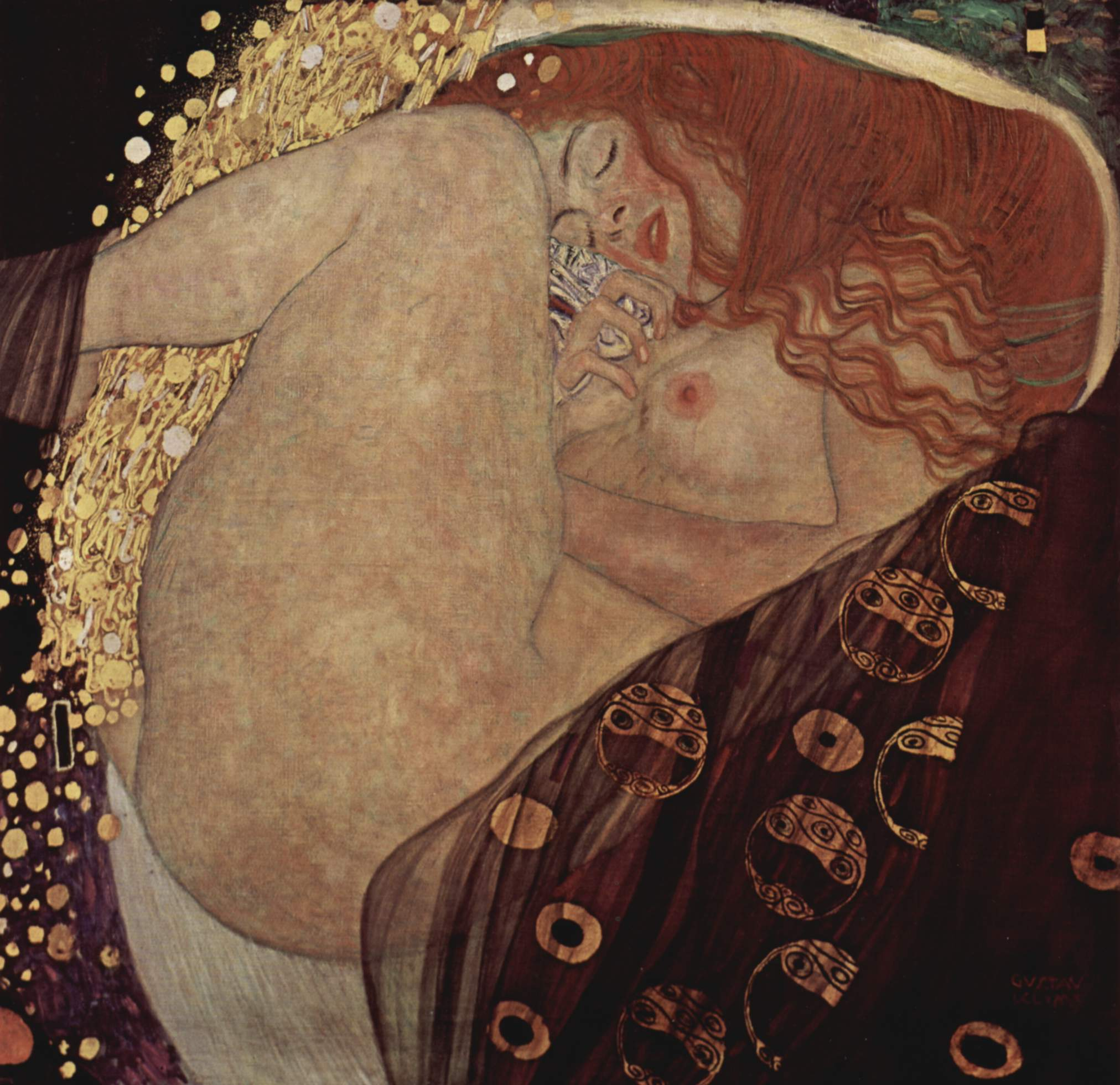
『ダナエ』（1907年 - 1908年）
『ユディトII（オランダ語版）』（1909年）
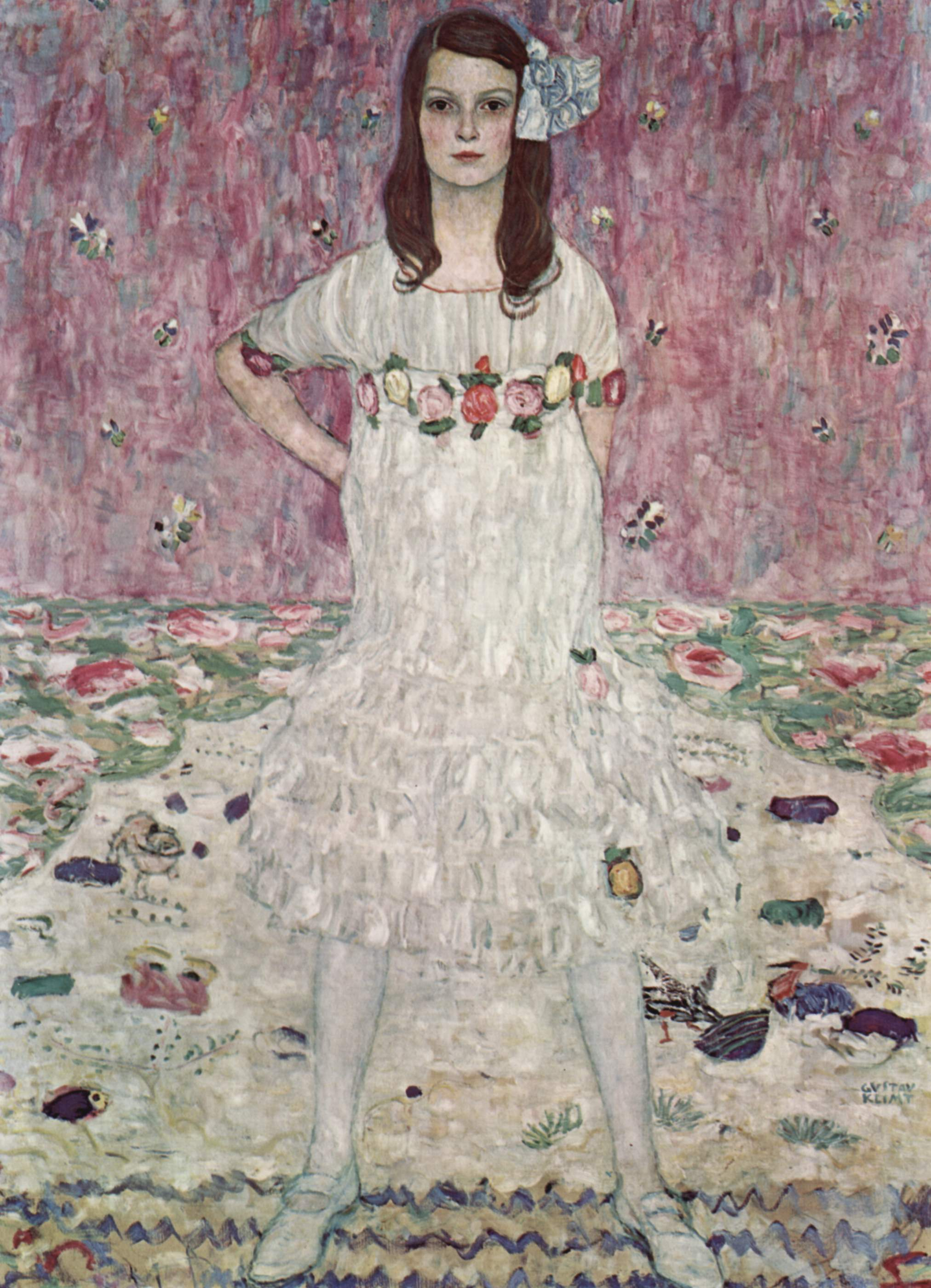
『メーダ・プリマヴェージ』（1912年）
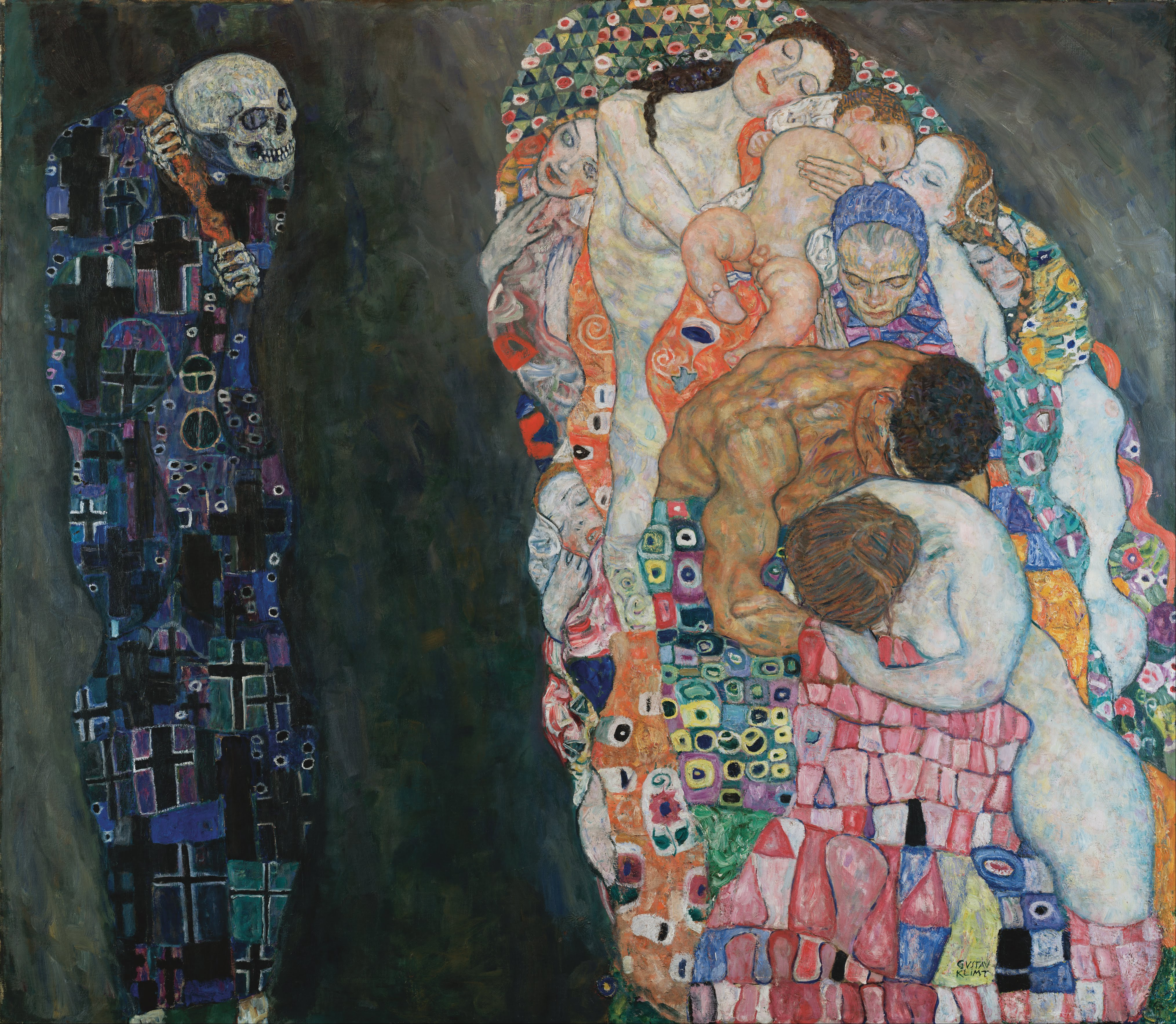
『死と生』（1915年）

### 映画
- 『映画 クリムト』（2006年制作）、主演：ジョン・マルコヴィッチ
- 『クリムト：エゴン・シーレとウィーン黄金時代』（2018年制作）、主演：ロレンツォ・リチェルミ